# Chabarovská jaderná elektrárna
Chabarovská jaderná elektrárna (rusky Хабаровская АЭС) je plánovaná jaderná elektrárna v Rusku. Nacházet se bude poblíž města Evoron u stejnojmenného jezera v Chabarovském kraji. Plány na výstavbu elektrárny byly oznámeny v srpnu 2024 v rámci nového programu výstavby jaderných elektráren dle vlády Ruska. Elektrárna by měla disponovat dvěma středně výkonnými tlakovodními reaktory VVER. Projekt je přímým nástupcem elektrárny Dálný východ.

## Historie a technické informace

### Počátky
Poprvé se plány na vybudování jaderné elektrárny u jezera Evoron objevily koncem 50. let 20. století. V 70. a na začátku 80. let byly vypracovány dva projekty jaderných elektráren, které sovětská vláda zařadila do programů hospodářského rozvoje regionu. Elektrárna měla mít dva nebo čtyři reaktory, jejichž typ nebyl specifikován. Plány na stavbu jaderné elektrárny ale vyvolaly velký odpor mezi místními obyvateli, kteří proti projektu protestovali. Mezi lety 1988 a 1989 dokonce vznikla petice proti výstavbě. V 90. letech, s nástupem období po rozpadu SSSR a následné ekonomické krizi, bylo plánování elektrárny zastaveno.

### Nový plán
V roce 2022 generální ředitel ruské státní korporace Rosatom Alexej Lichačev oznámil, že ve 30. letech 21. století může na Dálném východě být postavena jaderná elektrárna.
Plány na výstavbu dvoublokové jaderné elektrárny v Chabarovském kraji byly znovu představeny v srpnu 2024. V té době ruská vláda oznámila, že v rámci nového plánu na výstavbu jaderných elektráren do roku 2042 má v úmyslu vybudovat až 33 nových jaderných reaktorů po celém Rusku.

### Umístění
Přesné umístění není prozatím zcela jisté, ale podle zatím známých informací se spekuluje o Solněčném okrese a vesnici Evoron u stejnojmenného jezera tak, jako tomu bylo za dob Sovětského svazu, jelikož lokalita je již známá a prověřená.

## Informace o reaktorech
| Reaktor      | Typ reaktoru | Výkon | Výkon  | Zahájení výstavby | Připojení k síti | Uvedení do provozu | Uzavření |
| Reaktor      | Typ reaktoru | Čistý | Hrubý  | Zahájení výstavby | Připojení k síti | Uvedení do provozu | Uzavření |
| ------------ | ------------ | ----- | ------ | ----------------- | ---------------- | ------------------ | -------- |
| Chabarovsk-1 | VVER-S-600   |       | 600 MW |                   | 2036             |                    |          |
| Chabarovsk-2 | VVER-S-600   |       | 600 MW |                   | 2039             |                    |          |